# Comastoma pseudopulmonarium
Comastoma pseudopulmonarium là một loài thực vật có hoa trong họ Long đởm. Loài này được Omer mô tả khoa học đầu tiên năm 1992.